# Quadrato nero

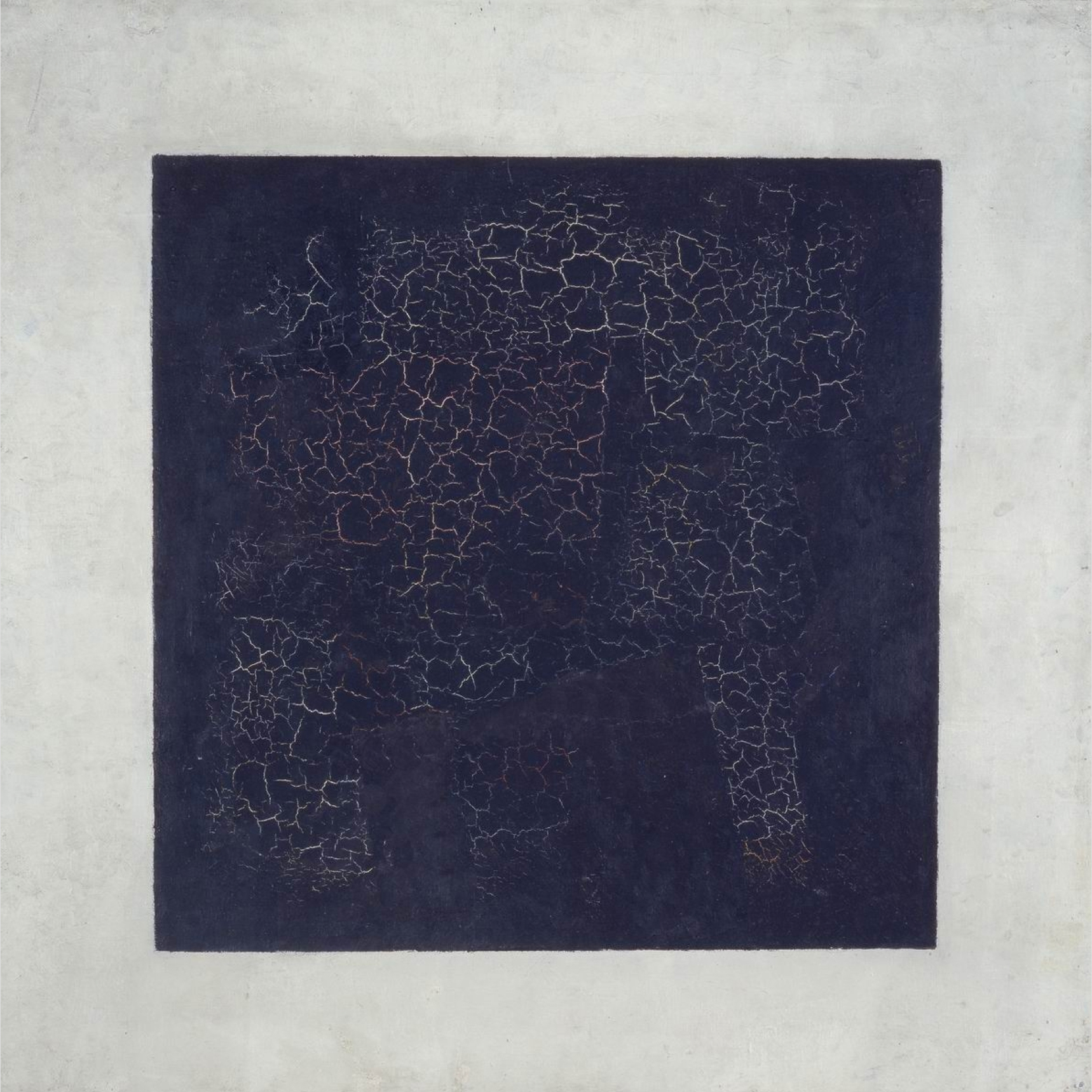
Quadrato nero, 1915, olio su lino, 79.5 x 79.5 cm, Galleria Tret'jakov, Mosca

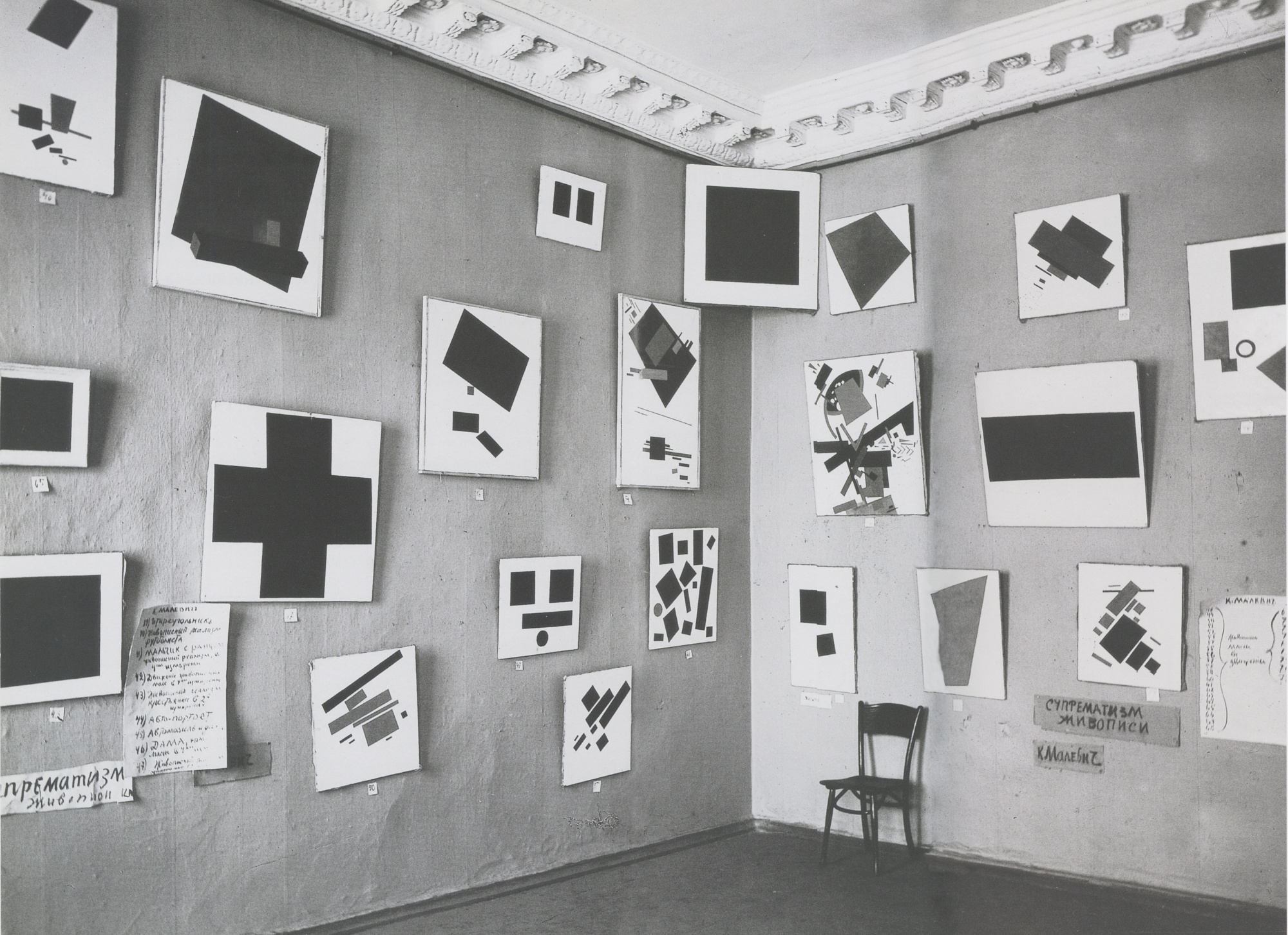
Il quadro nella sala della Ultima mostra futurista «0,10»

Quadrato nero o Quadrato nero di Malevič è un dipinto emblematico di Kazimir Malevič. La prima versione venne fatta nel 1915. Malevic ne fece quattro varianti delle quali l'ultima si pensa sia stata dipinta durante i tardi anni venti o primi anni trenta. Il Quadrato Nero venne mostrato per la prima volta alla Ultima mostra futurista «0,10» (in russo Последняя футуристическая выставка картин «0,10»?) tenutasi a Pietrogrado nel 1915. L'opera viene frequentemente evocata da critici, storici, curatori e artisti come il "punto zero della pittura", facendo riferimento al valore storico del dipinto e parafrasando Malevič.

## Storia
Malevič dipinse il suo primo Quadrato Nero nel 1915. Ne fece quattro varianti delle quali l'ultima si pensa sia stata dipinta durante i tardi anni venti o primi trenta, nonostante l'incisione "1913" dell'autore sul retro. Il dipinto è comunemente noto come Quadrato nero o come Quadrato Nero di Malevič. Venne esposto per la prima volta alla Last Futurist Exhibition «0.10» nel 1915.
Dettagli investigativi rivelano come il Quadrato Nero fosse stato dipinto sopra una più complessa e colorata composizione.
Nel 2015, in occasione del centenario della prima esposizione dell'opera, i ricercatori della Galleria Statale Tretyakov di Mosca hanno condotto un'analisi scientifica del quadro. Utilizzando raggi X e infrarossi, il team guidato dalla curatrice Irina Vakar ha fatto una scoperta sorprendente: sotto lo strato di vernice nera, erano presenti non solo due composizioni pittoriche preesistenti (una cubo-futurista e una proto-suprematista), ma anche un'iscrizione a matita sul margine inferiore dell'opera. 
L'iscrizione, parzialmente cancellata ma decifrata con cura, riporta la frase "Battaglia di neri in una grotta profonda". Questa frase è un probabile riferimento a un'opera omonima del 1897 dell'umorista francese Alphonse Allais, che consisteva in un rettangolo nero intitolato in modo satirico. La scoperta ha aperto un acceso dibattito tra gli storici dell'arte, mettendo in discussione l'interpretazione puramente astratta del dipinto e suggerendo che Malevich potesse averlo concepito, almeno in parte, come una provocazione o una sorta di "anti-pittura".

## Contesto storico
Molti storici dell'arte, curatori e critici fanno riferimento al Quadrato Nero come una delle opere fondamentali dell'arte moderna e dell'astrattismo nella generale tradizione occidentale della pittura.
Malevič dichiarò il quadrato un'opera del Suprematismo, un movimento da lui proclamato ma il quale è associato quasi esclusivamente con il lavoro di Malevič e del suo apprendista Lissitzky oggi. Il movimento ebbe una manciata di sostenitori tra l'avanguardia russa, ma venne sovrastato dal fratello costruttivismo il cui manifesto si armonizzava meglio con le concezioni ideologiche del governo rivoluzionario comunista, durante i primi giorni dell'Unione Sovietica. Il Suprematismo potrebbe essere compreso come una fase di transizione nell'evoluzione dell'arte russa, coprendo il buco evoluzionistico fra il futurismo e il costruttivismo.
Il balzo in avanti più largo e universale rappresentato dal dipinto, tuttavia, è la frattura fra il dipinto rappresentativo e quello astratto — una transizione complicata con la quale il Quadrato Nero venne identificato e per il quale è divenuto una delle chiavi di abbreviazioni, riferimenti o simboli.

## Percezione
L'opera viene frequentemente evocata da critici, storici, curatori e artisti come il “punto zero della pittura", facendo riferimento al valore storico del dipinto come una parafrasi di alcuni commenti che Malevič fece riguardo al Quadrato nero in lettere ai suoi colleghi e fornitori.
Malevič fece qualche osservazione riguardo al suo dipinto:
- "È da zero, nello zero, che il reale movimento dell'essere comincia".[13]
- "Ho trasformato me stesso nello zero della forma e sono emerso dal nulla alla creazione, cioè, per il Suprematismo, al nuovo realismo nella pittura - alla creazione non-oggettiva".[13]
- "[Il Quadrato Nero vuole evocare] l'esperienza della pura non-oggettività nel bianco vuoto di un nulla libero".[13]

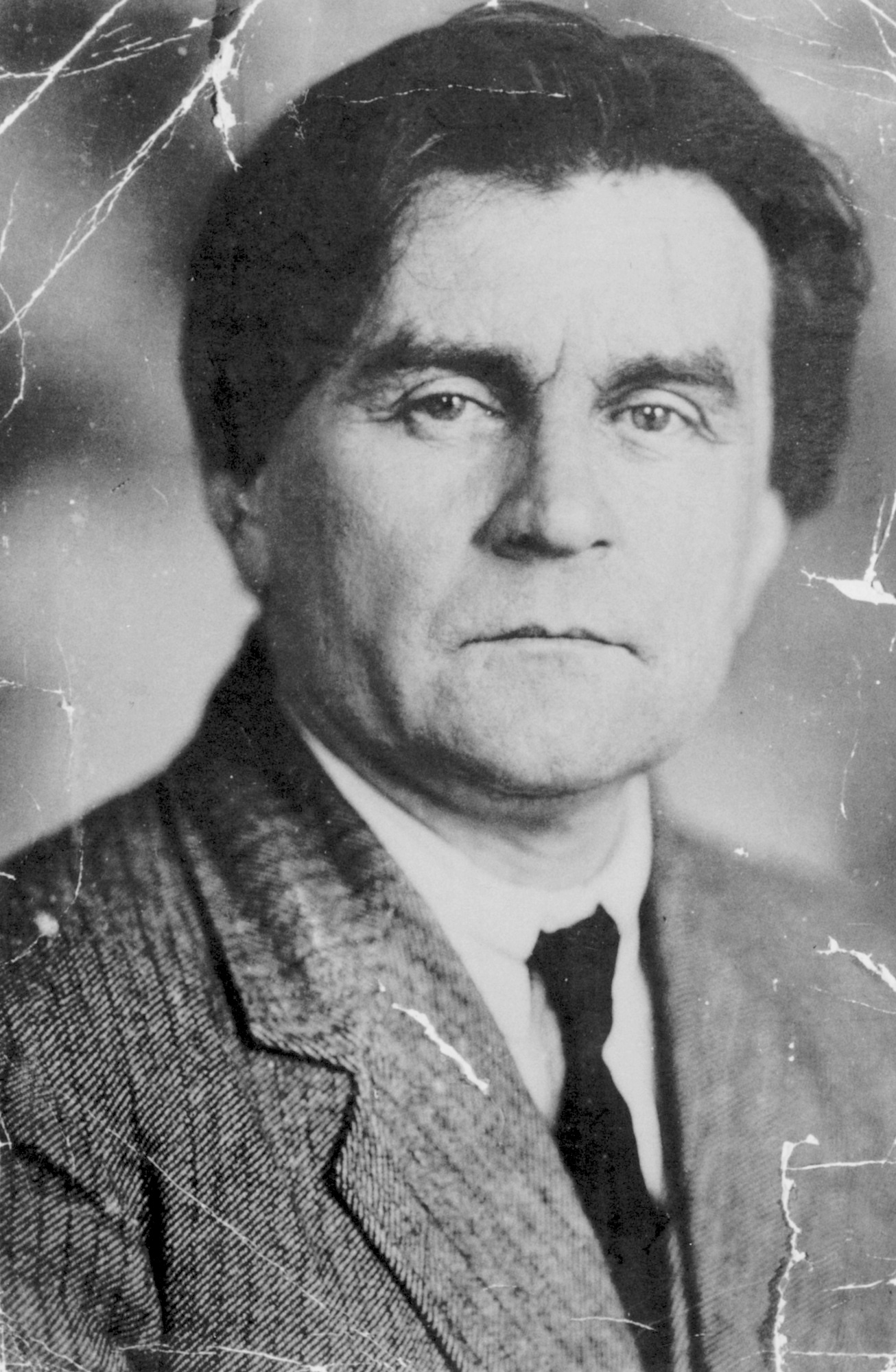
Fotografia di Malevič

Peter Schjeldahl scrisse:

## Conservazione
La negligenza e il disprezzo da parte del governo sovietico, con il quale fu mantenuto per decenni l'originale Quadrato Nero, portò al considerevole degrado del dipinto.
Peter Schjeldahl scrive: